# همه موجودات زیر اینجا
همه موجودات زیر اینجا (به انگلیسی: All Creatures Here Below) فیلمی محصول سال ۲۰۱۸ و به کارگردانی کالم مککارتی است. در این فیلم بازیگرانی همچون دیوید دستمالچیان، کارن گیلان، ریچارد کابرال، جان دو و جنیفر موریسون ایفای نقش کرده‌اند.